# عدة ورشة

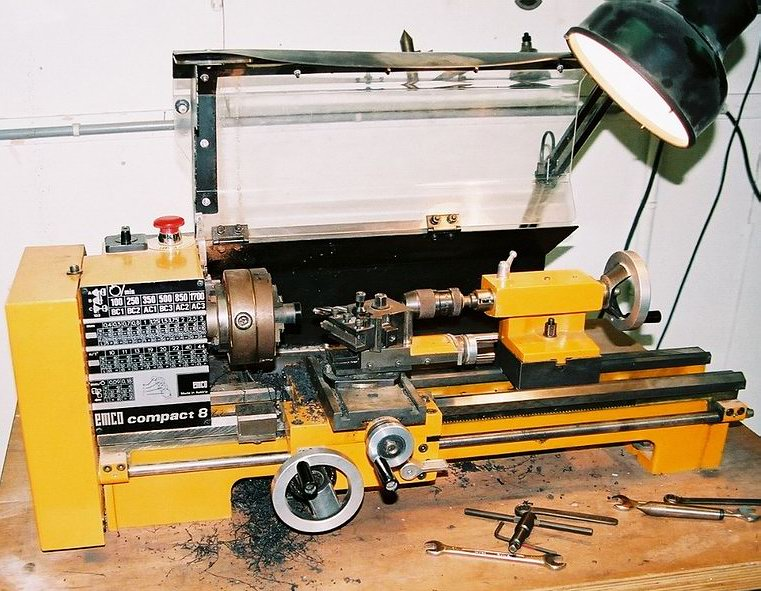
المخرطة هي إحدى آلات التشغيل.

عدة الورشة أو أدوات الورشة (بالإنجليزية: Machine tool)‏ هي وسيلة ميكانيكية مزودة بالطاقة وتستخدم في صناعة المكونات المعدنية للآلات بعملية تشغيل المعادن، وهي إزالة محددة للمعدن من المشغولة. وينحصر مصطلح آلة تشغيل بالأدوات التي تستخدم مصادر الطاقة بدلا من القدرة البشرية، ولكن يمكن تزويدها بالقدرة البشرية إذا استخدمت الإعدادات المناسبة.
اعتبر العديد من مؤرخي التقانة أن الولادة الحقيقة لآلة التشغيل كانت عندما أبعد التدخل البشري المباشر عن عملية التشغيل. وأول مخرطة بتحكم ميكانيكي مباشر لآلة قطع كانت مخرطة قطع البراغي وتعود إلى حوالي 1483. وكانت هذه المخرطة «تنتج محورًا ملولبًا من الخشب».
وأول آلة تشغيل عرضت للبيع كانت صنع ماثيو موراي (Matthew Murray) في إنكلترا حوالي 1800 م.

## تطور آلة التشغيل
يمكن أن تدار آلات التشغيل يدويا أو بتحكم آلي كامل. استخدمت الآلات الأولى الحدافة التي ساعدتها على استقرار الحركة. وكان لها أنظمة معقدة من المسننات والعتلات للتحكم بالآلة والمشغولة. وقد طورت الآلات ذات التحكم الرقمي بعد الحرب العالمية الثانية. وقد استخدمت آلات التحكم الرقمي بالشريط المثقب أو البطاقات المثقبة للتحكم بحركتها. وفي عام 1960 أضيفت الحواسيب إلى الآلات مما أعطى العملية مرونة في التحكم. وقد سميت هذه الآلات لاحقا تحكم رقمي باستخدام الحاسوب أو CNC. يمكن لآلات التحكم الرقمي أو CNC أن تكرر بدقة سلسلة من العمليات مرات ومرات، ويمكنها إنتاج قطع أعقد من أكثر المهنيين مهارة.
ولم يطل الأمر حتى كان بمقدور الآلات أن تغير آليا أداة القطع المستخدمة. فيمكن مثلا لآلة الثقب أن تتضمن مجموعة من ريش الثقب لإنتاج ثقوب بأقطار مختلفة. ومن قبل، كان على مشغل الآلة إما أن يغير أداة القطع أليا أو أن ينقل المشغولة إلى آلة أخرى لتقوم بالعمل. وكانت الخطوة المنطقية التالية أن تدمج عدة آلات تشغيل مختلفة في آلة واحدة، وجميعها تحت تحكم الحاسوب. سميت هذه الآلات بمركز تشغيلي، وقد غيرت تماما طريقة تشغيل المنتجات.

## أمثلة عن آلات التشغيل
- آلة تخليق Broaching machine
- آلة ثقب مثقب
- Hobbing machine
- مخرطة
- مخرطة اللوالب Screw machine
- فارزة
- مقشطة
- منشار
- مقشطة ذات الطاولة المتحركة Planer
- آلة جلخ